# جهان‌آباد ملکی
 جهان‌آباد ملکی ، روستایی است از توابع بخش صالح‌آباد شهرستان تربت جام در استان خراسان رضوی.
این روستا در دهستان قلعه حمام قرار دارد و بر اساس سرشماری سال ۱۳۸۵ جمعیت آن (۱۰۵خانوار) ۵۰۷نفر 
بوده‌است.